# Chaptalia hintonii
Chaptalia hintonii là một loài thực vật có hoa trong họ Cúc. Loài này được Bullock mô tả khoa học đầu tiên năm 1937.